# Maia Txiburdanidze
Maia Txiburdanidze (en georgià: მაია ჩიბურდანიძე); (nascuda el 17 de gener de 1961), és una jugadora d'escacs georgiana, que té el títol de Gran Mestre des de 1984. Va ser la setena (i en aquell moment, la més jove) Campiona del món femenina d'escacs. És a més l'única persona de la història que ha guanyat nou Olimpíades d'escacs.
En els períodes entre els anys 1980 a 1983, i 1985 a 1988, fou, amb breus interrupcions, la jugadora número 1 del món segons la llista d'Elo de la FIDE. Tot i que roman inactiva des de maig de 2011, a la llista d'Elo de la FIDE de maig de 2015, hi tenia un Elo de 2500 punts, cosa que en feia el jugador número 22 absolut de Geòrgia. El seu màxim Elo va ser de 2551 punts, a la llista de juliol de 1999 (posició 216 al rànquing mundial).

## Primers anys
Maia Txiburdanidze va néixer a Kutaisi (RSS de Geòrgia) en plenes muntanyes de Caucas i va començar a jugar als escacs als vuit anys. En el seu debut en un torneig internacional, el 1974, va guanyar amb autoritat el torneig femení de Braşov, quan només tenia 13 anys. El 1975 va guanyar un altre torneig rellevant a Tbilisi, abans d'entrar en el cicle del Campionat del món d'escacs femení 1976/77.
El 1976 es va convertir en la campiona femenina infantil de l'URSS i un any després va guanyar el títol femení absolut. El 1977 se li va concedir el títol de Gran Mestre Femenina (WGM).
El seu estil de joc es va assentar ja des del començament com a sòlid, però agressiu i ben fonamentat en principis clàssics, tal com caldria esperar d'una jugadora que va ser entrenada en els seus primers anys de carrera per Eduard Gufeld, un dels millors entrenadors soviètics del moment.

## Campiona del món Femenina (1978-1991)
Txiburdanidze va demostrar que era una seriosa aspirant al títol mundial tot finalitzant 2a en el Torneig Interzonal femení de Tbilisi de 1976, i classificant-se així pel Torneig de Candidats de 1977. Va sorprendre tothom avançant rondes fins a arribar a la Final de Candidates, on va derrotar Alla Kushnir per 7½-6½, i es va classificar pel matx pel campionat del món a Pitsunda (Geòrgia) contra Nona Gaprindaixvili, la campiona del món regnant. Txiburdanidze va derrotar la campiona del món per 8½-6½ i va revolucionar així el món dels escacs femenins.
Txiburdanidze va provar ser una formidable campiona, a despit de la seva poca edat, i va defensar amb èxit el seu títol en quatre ocasions:
- El 1981 va empatar (8-8) en un dur matx contra Nana Aleksàndria, que es va disputar a Borjomi/Tbilisi, però va mantenir el seu títol de Campiona.
- Tres anys després va jugar contra Irina Levítina a Volgograd (Rússia) i aquesta vegada va guanyar convincentment per 8-5.
- La següent defensa va ser contra Elena Akhmilovskaya el 1986 i Txiburdanidze va guanyar el matx celebrat a Sofia per 8½-5½.
- El 1988 va retenir el seu títol altre cop, per un estret marge, a Telavi (Geòrgia) contra Nana Ioseliani per 8½-7½.[5]

El 1984 va obtenir el títol de Gran Mestre Internacional. Va ser la segona dona de la història, després de Gaprindashvili, a aconseguir aquest títol.

## Pèrdua del títol
En els anys 1990 va emergir una nova amenaça per Maia Txiburdanidze des del llunyà Orient: la xinesa Xie Jun es va guanyar el dret de desafiar la campiona del món en febrer de 1991 i contra tot pronòstic, Txiburdanidze va perdre la seva corona en favor de la jove jugadora xinesa a Manila per 8½-6½ - una nova força havia arribat als escacs femení per desafiar la supremacia georgiana. El seu regnat, de 14 anys, és el tercer més llarg de la història, només per darrere del de la primera campiona del món, Vera Menchik, que va regnar durant 18 anys des de 1927 fins que va morir el 1944 i del de Gaprindashvili, que va durar 16 anys.
Maia Txiburdanidze ha intentat tornar a guanyar el títol mundial, però amb l'aparició de les jugadores xineses i de les formidables germanes Polgár, això ha estat difícil i el seu millor resultat des de 1991 ha estat una victòria en el Torneig de Candidats de Tilburg de 1994. No obstant això, va perdre l'eliminatòria contra Susan Polgar per 5½-1½. Posteriorment, tot i que no aprova el format d'eliminatòries, ha participat en els campionats del món dels últims anys. Va assolir les semifinals el 2001, essent eliminada per Zhu Chen, que va seguir endavant fins a guanyar el títol. El 2004 va tornar a assolir les semifinals, que va perdre davant Antoaneta Stéfanova, que també va acabar guanyant el títol.

## Altres assoliments escaquístics

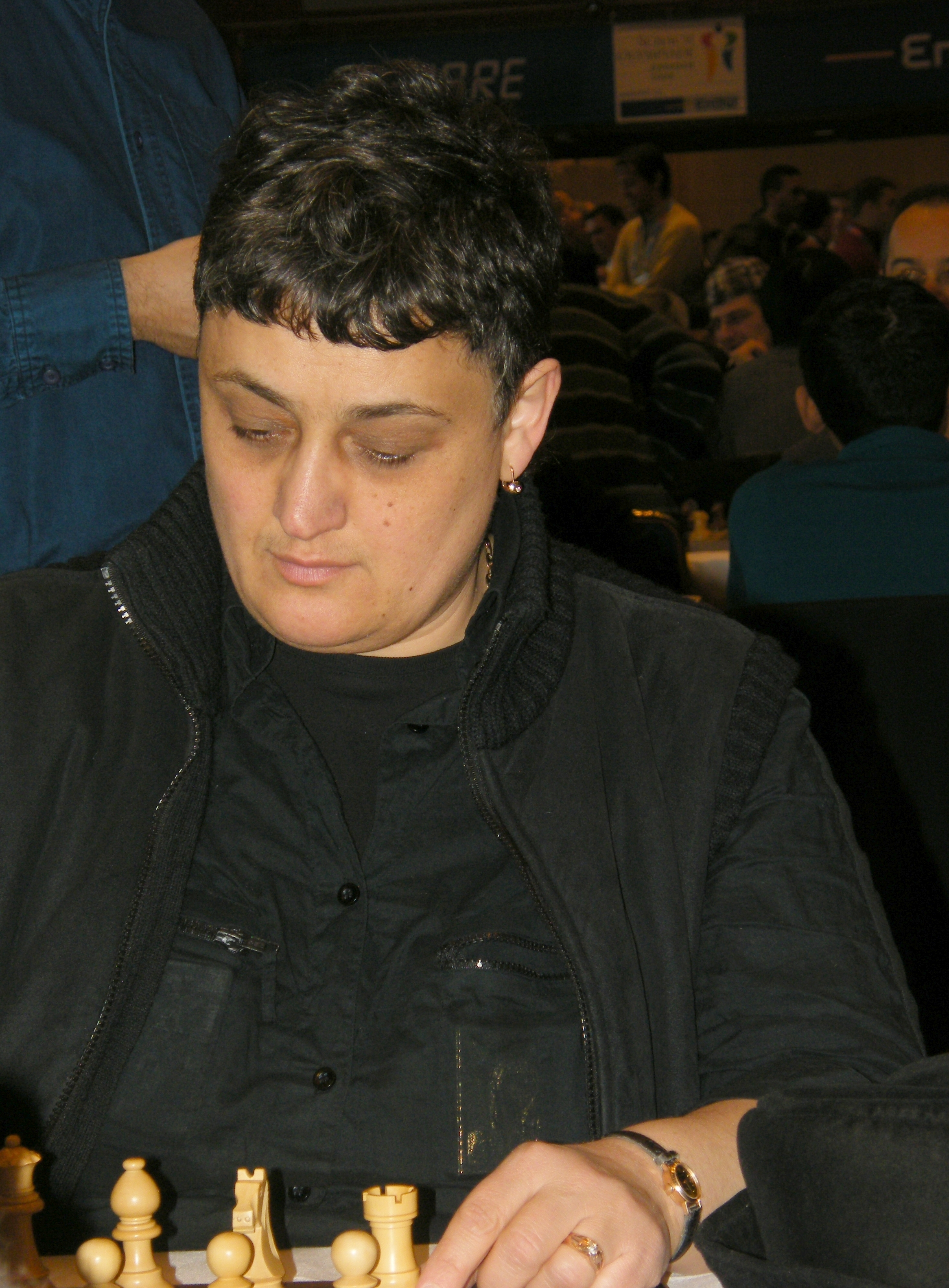
Txiburdanidze, a l'Olimpíada de Dresden de 2008.

Txiburdanidze, igualment com algunes altres de les millors jugadores del món, no està massa compromesa amb els escacs femenins en general, i prefereix jugar als escacs amb homes. Ha jugat intensivament en torneigs masculins voltant de tot el món, i la seva millor època va ser en els anys 1980 i principis dels anys 1990. Va guanyar torneigs absoluts a Nova Delhi (1984), Banja Luka (1985), Belgrad (1992), Viena (1993) i Lippstadt (1995).
Va ser un membre clau de l'equip de l'URSS que va dominar les Olimpíades d'escacs femenines dels anys 1980, i a partir del moment en què Geòrgia va aconseguir la independència de la Unió Soviètica el 1990, va jugar de primer tauler per al nou equip nacional de Geòrgia que va guanyar quatre medalles d'or, els anys 1992, 1994, 1996, i 2008. A l'Olimpíada de Dresden de 2008, hi va guanyar també la medalla d'or individual per la millor performance individual (2715).
També va participar en el Campionat d'Europa d'escacs per equips de 1997, en què Geòrgia va guanyar la medalla d'or i en el primer matx Intercontinental Europa vs Àsia de partides ràpides que es va celebrar a Batum (Geòrgia) al setembre de 2001. Àsia va guanyar la secció femenina per 21½-10½ amb Maia contribuint amb 3½ punts.

## Altres dades
Maia Txiburdanidze és una de les dones del país que ha destacat pels seu gran nivell en escacs, i ha ajudat a fomentar el desenvolupament dels escacs a Geòrgia, on ella i altres dones georgianes són tan famoses com estrelles de cinema. Ha estat honrada moltes vegades pel seu país, per celebrar els seus èxits escaquístics s'han dissenyat fins i tot diversos segells postals. Mongòlia va llançar un segell commemoratiu el 1986 que il·lustra una posició d'una de les partides des del campionat del món de 1984 contra Irina Levítina.